# 八堡圳
23°48′00.1″N 120°39′27.1″E / 23.800028°N 120.657528°E

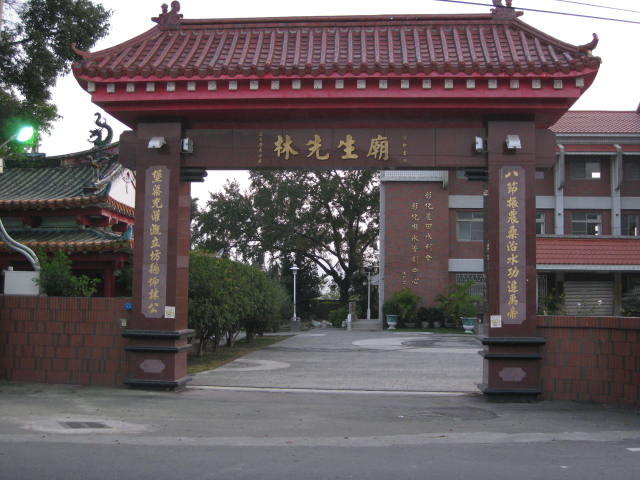
林先生廟牌樓。

八堡圳，或稱八保圳，位於臺灣的彰化縣，最早建於1709年，1719年完工，是臺灣最早開鑿的水圳，也是至今臺灣最古老的埤圳之一。由於該圳是由施世榜籌款所建，故原名「施厝圳」，又因取濁水溪之水灌溉八堡農田，所以也叫做「濁水圳」，但常被稱為「八堡圳」。
一般將八堡圳與臺南通垺圳和新竹隆恩圳，一起並稱為「臺灣三大古老埤圳」。

## 沿革
清康熙四十八年（1709年），施世榜於半線地區（今彰化縣）引濁水溪之水築圳，工程於康熙五十八年（1719年）完工:18。該水圳從番界濁水庄（今名間鄉濁水村）取水，之後在二水鼻仔頭截源入圳:18。據說八堡圳開鑿初期，引水入圳屢遭失敗。相傳後來有一位老翁來見施世榜，給予水利圖說；施世榜照其方法重行開鑿，並以「土工法」施工後，果然成功。圳成之後，老翁拒絕受酬，並不示姓名，只自稱「林先生」；後人仰其恩德，在二水圳頭建林先生廟以茲紀念。
這條水圳最初名為「施厝圳」，道光年間《彰化縣志》以前的文獻皆使用此名稱:18。水圳落成時該地尚未有「保（堡）」的設置，是日後設立彰化縣並在其下設「保（堡）」後，才因為灌溉八保（堡）之故取名八保（堡）圳。

## 紀念
二水鄉每年舉辦的「跑水節」就是紀念林先生、施世榜、黃仕卿這三位建立八堡圳的有功人士。

## 引水源頭
過去只在濁水溪邊的「香圓腳水門」引入水源，經引水道至「八堡圳取入口制排水門」，在集集攔河堰興建後，改由濁水溪集集攔河堰北端進水口取水，經新的引水道至新的「八堡圳制分水門」再入原水道。
今入八堡圳後分八堡一圳幹線長33公里，有支線14條、分線24條；八堡二圳幹線長29公里，有支線17條、分線19條。

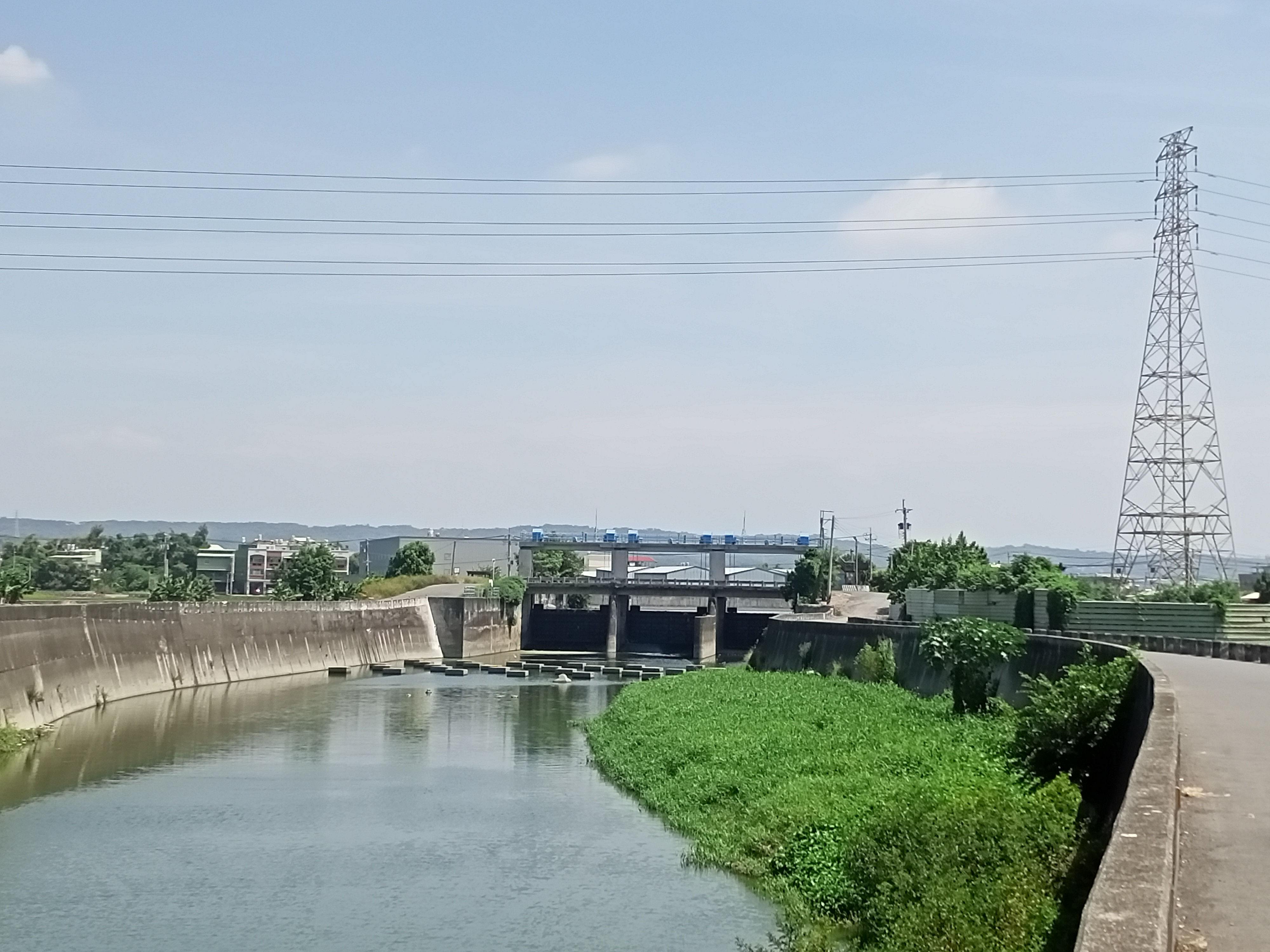
八堡一圳支線:石笱埤圳

## 外部連結
- 集集攔河堰\北岸聯絡渠道\北岸八堡圳空拍（页面存档备份，存于），經濟部水利署中區水資源局 集集攔河堰管理中心
- 八堡圳（页面存档备份，存于）
- 郭弘斌：八堡圳(施厝圳)（页面存档备份，存于）
- 二水跑水祭